# Fimbraria
Fimbraria es un género de musgos hepáticas de la familia Aytoniaceae. Comprende 24 especies descritas y de estas, solo 11 aceptadas.

## Taxonomía
El género fue descrito por Christian Gottfried Daniel Nees von Esenbeck  y publicado en Horae Physicae Berolinenses 44. 1820.  La especie tipo es: Fimbraria marginata Nees. 

## Especies aceptadas
A continuación se brinda un listado de las especies del género Fimbraria aceptadas hasta diciembre de 2014, ordenadas alfabéticamente. Para cada una se indica el nombre binomial seguido del autor, abreviado según las convenciones y usos.	
- Fimbraria austinii (Underw.) Stephani
- Fimbraria canelensis Spruce
- Fimbraria elegans Spreng.
- Fimbraria fissisquama Steph.
- Fimbraria gangetica Kashyap
- Fimbraria liukiuensis Horik.
- Fimbraria macropoda Spruce
- Fimbraria monospiris Horik.
- Fimbraria tenella (L.) Nees
- Fimbraria umbonata (Wallr.) Wallr.
- Fimbraria yoshinagana Horik.